# Longus
Œuvres principales
- Daphnis et Chloé

Longus (appelé parfois également Longos) est un auteur grec qui a probablement vécu au IIe ou au IIIe siècle de notre ère, connu pour son roman Daphnis et Chloé.